# Petter Eklund
Johan Petter Eklund, född 1959, är en svensk frilansskribent, musiker och författare. Han är son till Ylva Källström-Eklund och bror till Erika Eklund.

## Arbetsliv

### Musiker
Eklund var tidigare låtskrivare och musiker i pop/punk-grupperna N-Liners 1978–1981 och Lepra 1979–1980 samt gitarrist i Svart 1981. Han var också medlem i grupperna Eklund-Jameson-Eklund-Tjäder 1981–1984 och Webstrarna 1985–1995 samt tillsammans med skribenten Kjell Häglund i duon Brill 1997–1998 och Star Musical 1998–1999. Webstrarna startade om 2020 med ett projekt att ge ut en ny låt i månaden under ett år 2021–2022.

### Skribent
Petter Eklund skriver om form, konsthantverk, antikviteter, arkitektur och resor för bland annat Residence, Antik & Auktion, "Sten", Turist, Dagens Nyheter, Plaza Magazine, Form, Rum Ute m.fl. Han har gett ut ett antal böcker om keramik, glas, konstindustri, arkitektur, bland annat boken "Åke Axelsson – Den hållbara formen" (Carlsson) samt texter i "Pure Aesthetics. St. Mark's Church" (Park Books). Eklund har också medverkat med texter och arrangemang av utställningar för Gustavsbergs porslinsmuseum, men särskilt Rörstrand museum i Lidköping. Sedan 2019 skriver han texter för möbelföretaget Gärsnäs.